# Deirdre McCloskey

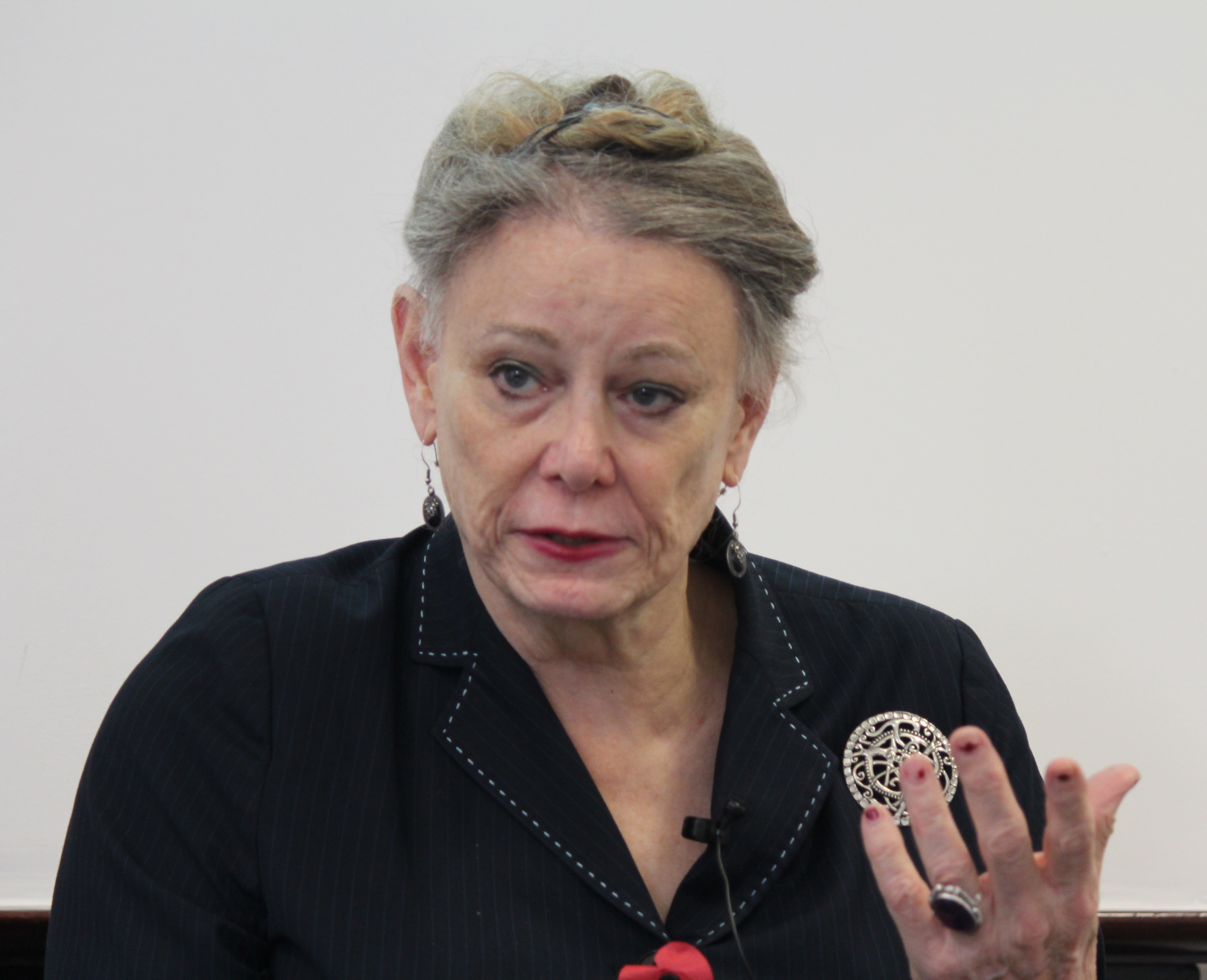
Deirdre McCloskey in 2014

Deirdre N. McCloskey (geboren als Donald N. McCloskey, Ann Arbor (Michigan), 11 september 1942) is een Amerikaans econome en hoogleraar.
Haar leerstoel aan de Universiteit van Chicago omvat de studierichtingen economie, geschiedenis, Engelse taal en communicatie. Ze is ook adjunct-hoogleraar filosofie en klassieke wetenschappen in Chicago, en bezette gedurende vijf jaren de 'Tinbergen-leerstoel' voor economie, filosofie, geschiedenis, Engelse taal en kunsten aan de Erasmus Universiteit Rotterdam. Sinds oktober 2007 verwierf zij twee eredoctoraten.

## Carrière
In 1968 werd zij – nog als student – door Milton Friedman en Robert Fogel aangetrokken om deel uit te maken van de economische faculteit van de Universiteit van Chicago. Gedurende twaalf jaar bestreek ze er het brede terrein van economie, geschiedenis tot ethiek en retorica.
McCloskey publiceerde ruim twintig boeken en meer dan driehonderd artikelen, waarin zij zich kritisch opstelt ten opzichte van de uitgangspunten van de economische wetenschappen.
Belangwekkende bijdragen op haar onderzoeksterrein zijn essays over de economische geschiedenis van Groot-Brittannië, de kwalitatieve beoordeling van de historische analyse, de retorica van de economische wetenschappen, economische methodologie, ethiek, feministische economie, de rol van wiskunde in de economische analyse, evenals het gebruik (en misbruik) van significantietests in het economisch onderzoek.
Haar onderzoek op laatstgenoemd terrein geldt onder haar vakgenoten als een belangrijke bijdrage aan de moderne economie. Zij oefent er vooral kritiek op uit dat economen vaak alleen naar statistische significantie kijken, zonder daarbij de economische betekenis te betrekken. Haar belangrijkste werk gaat over de ethiek van de deugd. Een deugd als naastenliefde, stelt zij, zou door economen evenzeer in hun onderzoeken betrokken moeten worden als aspecten zoals efficiëntie en rationaliteit. 
Daarin betitelt zij het kapitalisme als een ethisch verwaterde menselijke activiteit, die alle menselijke deugden aanspreekt. Economen gaan echter bovenmatig uit van de deugd van de redelijkheid. McCloskey is al jaren doende haar in vele opzichten tegendraadse gedachtegoed uit te werken in wat haar magnum opus moet worden: een zesdelig standaardwerk over het ‘tijdperk van de bourgeoisie’. Het eerste deel, Bourgeois Virtues: Ethics for an Age of Commerce verscheen in 2006.
Het tweede boek, Bourgeois Dignity: Why Economics Can’t Explain the Modern World, werd gepubliceerd in 2010 en een concept van het derde deel, Bourgeois Towns: How Capitalism Became Ethical, 1600 – 1848, is beschikbaar op haar website.

## Economische visie
McCloskey is ervan overtuigd dat de wereld niet aan de hand van cijfers is te verklaren. In de geschiedenis doen ideeën er meer toe dan materialistische oorzaken. Het verhaal telt, de retoriek waardoor cijfers betekenis krijgen.
Ze is overtuigd kapitalist. Als Chicago-econoom gelooft ze in de vrije markt, die zo min mogelijk dient te worden gehinderd door de overheid. 
Al jaren werkt zij aan haar genoemde magnum opus, waarin ze onderzoekt hoe we in het Westen zo welvarend zijn geworden. Materialistische verklaringen van collega-economen als ‘spaarzaamheid’ (klassieke economen) of ‘uitbuiting’ (marxisten), verwerpt zij. Volgens haar ligt de oorzaak in een verandering van mentaliteit, namelijk in het bijzonder: het toegenomen respect voor de deugden van de burger. De burgerij was altijd al de plek waar de innovatie begon. De bourgeoisie werd echter verafschuwd door de adel en de geestelijkheid. Totdat vanuit de Nederlandse, en later de Engelstalige wereld, de waardering voor industrialisatie, innovatie en handel, alsmede de daaruit voortvloeiende win-winsituaties, doorbrak. 
Handel drijven is gebaseerd op deugden, zoals wijsheid, betrouwbaarheid en prudentie. Daarnaast was de burgerij niet ongevoelig voor deugden, als verantwoordelijkheid en naastenliefde, die van de kansel werden gepredikt. Juist deze burgerdeugden maakten volgens McCloskey de industriële revolutie mogelijk: de basis van onze huidige rijkdom. Ze wijst er bijvoorbeeld op dat de economische groei van grootmachten als China en India van de grond kwam sinds er respect is voor ondernemerschap en innovatie.

## Privéleven
McCloskey onderging in 1995, op 53-jarige leeftijd, een medische ingreep, waardoor McCloskey transformeerde tot vrouw. Dit proces beschreef zij in haar veel besproken publicatie Crossing: A Memoir (1999, University of Chicago Press). Haar polemiek met de vermaarde psycholoog J. Michael Bailey over dit onderwerp kreeg veel aandacht in de pers in de VS.

## Publicaties
- Essays on a Mature Economy: Britain after 1840. 1971
- Economic Maturity and Entrepreneurial Decline: British Iron & Steel, 1870-1913. 1973
- Enterprise and Trade in Victorian Britain: Essays in Historical Economics. 1981
- The Applied Theory of Price. 1982  en 1985
- The Rhetoric of Economics. 1985 en 1998
- The Rhetoric of the Human Sciences: Language and Argument in Scholarship and Public Affairs. 1987
- Econometric History. 1987
- The Writing of Economics. 1987, Herdrukt als Economical Writing. 2000
- The Consequences of Economic Rhetoric. 1988
- A Bibliography of Historical Economics to 1980. 1990
- If You're So Smart: The Narrative of Economic Expertise. 1990
- Second Thoughts: Myths and Morals of U.S. Economic History. 1993
- Knowledge and Persuasion in Economics. 1994
- The Vices of Economists, the Virtues of the Bourgeoisie. 1996
- Measurement and Meaning in Economics: The Essential Deirdre McCloskey. 1999 [uitgegeven door Stephen Ziliak]
- Crossing: A Memoir. 1999
- How to be human. Though an economist. 2000
- The Secret Sins of Economics. 2002
- 'The Bourgeois Virtues : Ethics for an Age of Commerce. 2006
- met Stephen T. Ziliak : The Cult of Statistical Significance: How the Standard Error Costs Us Jobs, Justice, and Lives. University of Michigan Press, 2008
- met Arjo Klamer en Stephen Ziliak: The Economic Conversation. 2008

## Artikelen
- The Rhetoric of Economics. In: Journal of Economic Literature. Band 21, Nr. 2 (Juni 1983), S. 481–517
- The Loss Function Has Been Mislaid: The Rhetoric of Significance Tests. In: The American Economic Review. Band 75, Nr. 2, mei 1985, S. 201-205 (Papers and Proceedings of the Ninety-Seventh Annual Meeting of the American Economic Association)
- The Rhetoric of Law and Economics. In: Michigan Law Review. Band 86, Nr. 4, februari 1988, S. 752–767
- Modern Epistemology Against Analytic Philosophy: A Reply to Maki. In: Journal of Economic Literature. Band 33, Nr. 3, September 1995, S. 1319–1323